# Domenico Aulisio
Domenico Aulisio fue un jurista, erudito, maestro regio de arquitectura, poeta y escritor nacido en 1639 y fallecido en 1717.
Hombre doctísimo en la antigüedad sacra y profana, y al mismo tiempo de la jurisprudencia, de la filosofía, de las matemáticas, de la arquitectura militar y de lenguas orientales, fue Domenico Aulisio, napolitano, quien por muchos años sostuvo en Nápoles, la cátedra de derecho civil (cita de Girolamo Tiraboschi, "Storia della letteratura italiana", Firenze, 1812).

## Biografía
Nació en Nápoles de padres ricos, Antonio y Maddalena Mayretta, quien perdió a los siete años y se aplicó al estudio de la gramática, retórica, poesía e hizo tales progresos que fue elegido para enseñar la poética a gran parte de la nobleza napolitana.
Posteriormente, se dio al estudio de las lenguas orientales, de la lengua latina de quien fue un experto maestro, y lenguas modernas de Europa y se aplicó también al estudio de la historia, cronología y particularmente a la numismática, obteniendo más tarde la licenciatura superior en leyes, doctor en derecho civil y derecho canónico, ejerciendo la profesión de abogado y fue miembro de diversas academias y fue admitido a las asambleas literarias que organizaba en su palacio el duque de Medinacelli, de distinguidos literatos.
Domenico también dio clases de arquitectura militar en su casa y en el presidio de Pizzafalcone, por cédula del rey Carlos II de España,  y como escritor dejó obras de arquitectura, comentarios de derecho, principios de filosofía, misceláneas de varias obras, de medicina, de poética, de las Pandectas y otras, y tras morir, su sepelio fue en la iglesia de S. Anna di Palazzo.

## Obras
- Commentari ad titt. Pandectarum, Neapoli, N. Nasum, 1719.
- Delle scole sacre degli Ebrei e dei Cristiani, Napoli, 1723.
- Institutionum canonicarum libros commentaria, Venetiis, C. Girtrude,  1738.
- Dell'Achitettura civile e militare, manuscrita, no fue impresa como la del otro autor Cipriano Artusini, "Architectura militari et domestica"
- De Mausoli architectura
- De numeris medicis dissertatio Phytagorica

*Micellanea de varie operette
- Della lirica

- Otras obras suyas aparecen en "Novus Thesaurus antiquitatum Romanarum", Venetiis, 1735, 3 vols, de Albert-Henri Sallengre (1694-1723), literato de La Haya, de familia de refugiados, abogado de la Corte de Francia, quien fue a París a visitar sus bibliotecas y conocer a sus sabios.